# World Series of Poker 2019

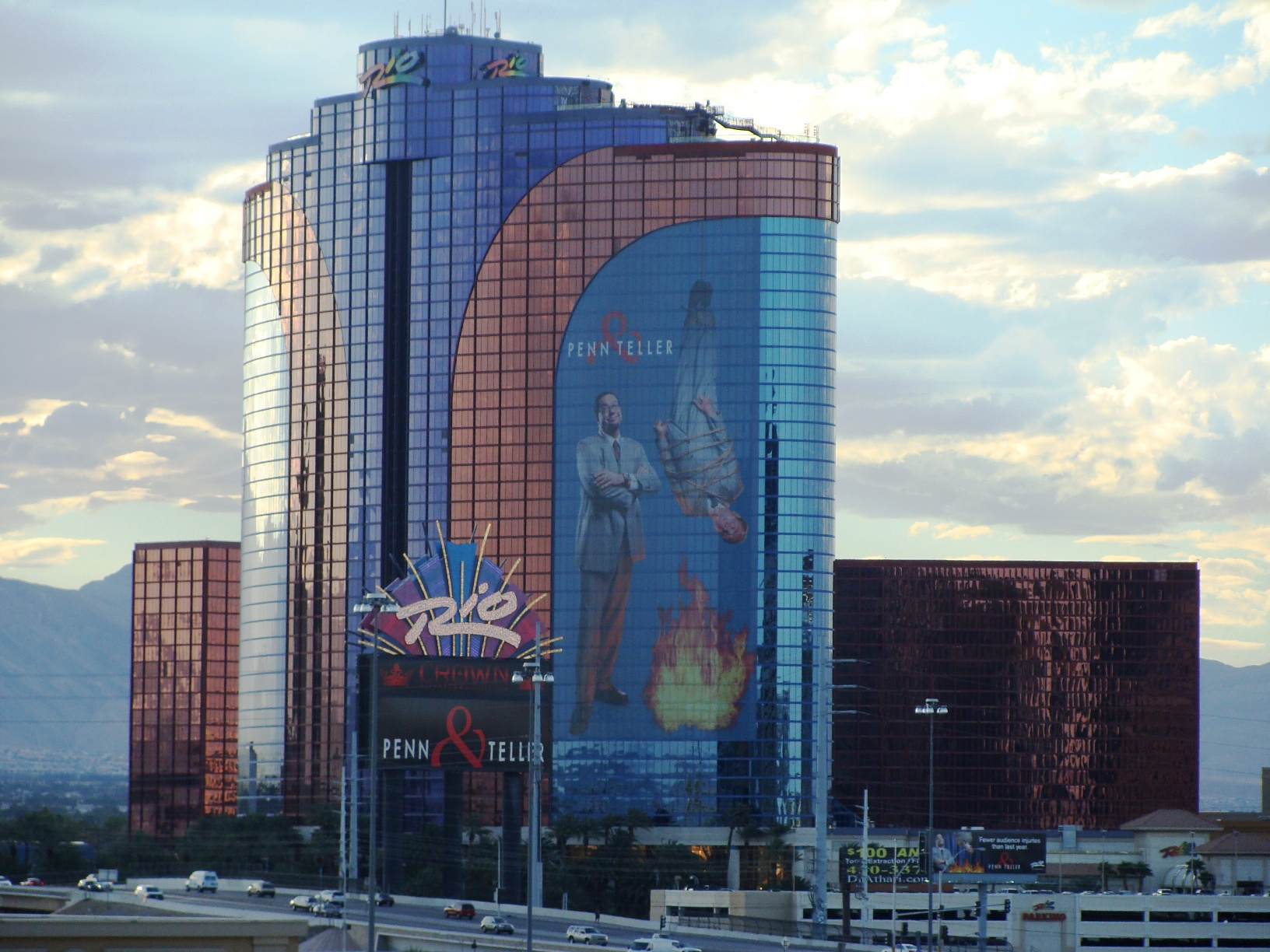
Le Rio All Suite Hotel and Casino de Las Vegas.

Les World Series of Poker 2019 sont la 50e édition des World Series of Poker, qui se déroule du 28 mai au 16 juillet 2019. Tous les tournois se déroulent au Rio All Suite Hotel and Casino de Las Vegas.

## Tournois
| #  | Tournoi                                                           | Prix d'entrée | Inscrits | Gagnant                                    | Prix         | Second                                       |
| -- | ----------------------------------------------------------------- | ------------- | -------- | ------------------------------------------ | ------------ | -------------------------------------------- |
| 1  | Casino Employees Event                                            | 500 $         | 685      | Nicholas Haynes                            | 62 248 $     | Isaac Hanson                                 |
| 2  | Super Turbo Bounty                                                | 10 000 $      | 204      | Brian Green                                | 345 669 $    | Ali Imsirovic                                |
| 3  | Big 50                                                            | 500 $         | 28 371   | Femi Fashakin                              | 1 147 449 $  | Paul Cullen                                  |
| 4  | Omaha hi-lo 8 or better                                           | 1 500 $       | 853      | Derek McMaster                             | 228 228 $    | Jason Berilgen                               |
| 5  | 50th Annual High Roller                                           | 50 000 $      | 110      | Benjamin Heath                             | 1 484 085 $  | Andrew Lichtenberger                         |
| 6  | Limit Mixed Triple Draw                                           | 2 500 $       | 296      | Daniel Zack                                | 160 447 $    | Sumir Mathur                                 |
| 7  | WSOP.com online no-limit Hold'em                                  | 400 $         | 2 825    | Yong Keun Kwon                             | 165 263 $    | Gabor Szabo                                  |
| 8  | Short Deck no-limit Hold'em                                       | 10 000 $      | 114      | Alexander Epstein                          | 296 227 $    | Thai Ha                                      |
| 9  | No-limit Hold'em Deepstack                                        | 600 $         | 6 150    | Jeremy Pekarek                             | 398 281 $    | Dan Kuntzman                                 |
| 10 | Dealers Choice                                                    | 1 500 $       | 470      | Scott Clements                             | 144 957 $    | Tim McDermott                                |
| 11 | No-limit Hold'em                                                  | 5 000 $       | 400      | Daniel Strelitz                            | 442 385 $    | Shannon Shorr                                |
| 12 | No-limit Hold'em Super Turbo Bounty                               | 1 000 $       | 2 452    | Daniel Park                                | 226 243 $    | Erik Cajelais                                |
| 13 | No-limit 2-7 Lowball Draw                                         | 1 500 $       | 296      | Yuval Bronshtein                           | 96 278 $     | Ajay Chabra                                  |
| 14 | HORSE                                                             | 1 500 $       | 751      | Murilo Figueiredo                          | 207 003 $    | Jason Stockfish                              |
| 15 | Heads-Up no-limit Hold'em                                         | 10 000 $      | 112      | Sean Swingruber                            | 186 356 $    | Ben Yu                                       |
| 16 | No-limit Hold'em 6-handed                                         | 1 500 $       | 1 832    | Isaac Baron                                | 407 739 $    | Ong Dingxiang                                |
| 17 | No-limit Hold'em Shootout                                         | 1 500 $       | 917      | Brett Apter                                | 238 824 $    | Anatolii Zyrin                               |
| 18 | Omaha hi-lo 8 or better                                           | 10 000 $      | 183      | Frankie O'Dell                             | 443 641 $    | Owais Ahmed                                  |
| 19 | Millionaire Maker                                                 | 1 500 $       | 8 809    | John Gorsuch                               | 1 344 930 $  | Kazuki Ikeuchi                               |
| 20 | Seven-Card Stud                                                   | 1 500 $       | 285      | Eli Elezra                                 | 93 766 $     | Anthony Zinno                                |
| 21 | No-limit 2-7 Lowball Draw                                         | 10 000 $      | 91       | Jim Bechtel                                | 253 817 $    | Vincent Musso                                |
| 22 | Double Stack no-limit Hold'em                                     | 1 000 $       | 3 253    | Jorden Fox                                 | 420 693 $    | Jayachandra Gangaiah                         |
| 23 | 8-Game Mix                                                        | 1 500 $       | 612      | Rami Boukai                                | 177 294 $    | John Evans                                   |
| 24 | WSOP.com online pot-limit Omaha 6-handed                          | 600 $         | 1 216    | Josh Pollock                               | 139 470 $    | Jason Gooch                                  |
| 25 | Pot-limit Omaha Deepstack                                         | 600 $         | 2 577    | Andrew Donabedian                          | 205 605 $    | Todd Dreyer                                  |
| 26 | No-limit Hold'em Marathon                                         | 2 620 $       | 1 083    | Roman Korenev                              | 477 401 $    | Jared Koppel                                 |
| 27 | Seven-Card Stud hi-lo 8 or better                                 | 1 500 $       | 460      | Michael Mizrachi                           | 142 801 $    | Robert Gray                                  |
| 28 | No-limit Hold'em                                                  | 1 000 $       | 2 477    | Stephen Song                               | 341 854 $    | Scot Masters                                 |
| 29 | HORSE                                                             | 10 000 $      | 172      | Greg Mueller                               | 425 347 $    | Daniel Ospina                                |
| 30 | Pot-limit Omaha                                                   | 1 000 $       | 1 526    | Luis Zedan                                 | 236 673 $    | Thida Lin                                    |
| 31 | No-limit Hold'em 6-handed                                         | 3 000 $       | 754      | Thomas Cazayous                            | 414 766 $    | Nicholas Howard                              |
| 32 | Seniors no-limit Hold'em                                          | 1 000 $       | 5 916    | Howard Mash                                | 662 594 $    | Jean Fontaine                                |
| 33 | Limit 2-7 Lowball Triple Draw                                     | 1 500 $       | 467      | Robert Campbell                            | 144 027 $    | David Bach                                   |
| 34 | Double Stack no-limit Hold'em                                     | 1 000 $       | 6 214    | Joseph Cheong                              | 687 782 $    | David Ivers                                  |
| 35 | Dealers Choice 6-handed                                           | 10 000 $      | 122      | Adam Friedman                              | 312 417 $    | Shaun Deeb                                   |
| 36 | No-limit Hold'em Shootout                                         | 3 000 $       | 313      | David Lambard                              | 207 193 $    | Johan Guilbert                               |
| 37 | No-limit Hold'em Deepstack                                        | 800 $         | 2 808    | Robert Mitchell                            | 297 537 $    | Marco Bognanni                               |
| 38 | WSOP.com online no-limit Hold'em Knockout Bounty                  | 600 $         | 1 224    | Upeshka De Silva                           | 98 263 $     | David Nodes                                  |
| 39 | Super Seniors no-limit Hold'em                                    | 1 000 $       | 2 650    | Michael Blake                              | 359 863 $    | Barry Shulman                                |
| 40 | Pot-limit Omaha                                                   | 1 500 $       | 1 216    | Ismael Bojang                              | 298 507 $    | James Little                                 |
| 41 | Seven-Card Stud                                                   | 10 000 $      | 88       | John Hennigan                              | 245 451 $    | Daniel Negreanu                              |
| 42 | Mixed no-limit Hold'em / pot-limit Omaha Deepstack 8-handed       | 600 $         | 2 403    | Aristeidis Moschonas                       | 194 759 $    | Dan Matsuzuki                                |
| 43 | Mixed Big Bet                                                     | 2 500 $       | 218      | Loren Klein                                | 127 808 $    | Ryan Hughes                                  |
| 44 | No-limit Hold'em Bounty                                           | 1 500 $       | 1 807    | Asi Moshe                                  | 253 933 $    | Damjan Radanov                               |
| 45 | Pot-limit Omaha High Roller                                       | 25 000 $      | 278      | Stephen Chidwick                           | 1 618 417 $  | James Chen                                   |
| 46 | WSOP.com online no-limit Hold'em Turbo Deepstack                  | 500 $         | 1 181    | Dan Lupo                                   | 145 274 $    | David Clarke                                 |
| 47 | Ladies no-limit Hold'em                                           | 1 000 $       | 968      | Ji young Kim                               | 167 308 $    | Nancy Matson                                 |
| 48 | No-limit Hold'em                                                  | 2 500 $       | 996      | Ari Engel                                  | 427 399 $    | Pablo Melogno                                |
| 49 | Limit 2-7 Lowball Triple Draw                                     | 10 000 $      | 100      | Lukas Schwartz                             | 273 336 $    | George Wolff                                 |
| 50 | Monster Stack                                                     | 1 500 $       | 6 035    | Kainalu McCue-Unciano                      | 1 008 850 $  | Vincent Chauve                               |
| 51 | Mixed Omaha hi-lo 8 or better / Seven-Card Stud hi-lo 8 or better | 2 500 $       | 401      | Yuri Dzivielevski                          | 213 750 $    | Michael Thompson                             |
| 52 | Pot-limit Omaha 8-handed                                          | 10 000 $      | 518      | Dash Dudley                                | 1 086 967 $  | James Park                                   |
| 53 | No-limit Hold'em Deepstack 8-handed                               | 800 $         | 3 759    | Santiago Soriano                           | 371 203 $    | Amir Lehavot                                 |
| 54 | Razz                                                              | 1 500 $       | 363      | Kevin Gerhart                              | 119 054 $    | Sérgio Braga                                 |
| 55 | WSOP.com online no-limit Hold'em Double Stack                     | 1 000 $       | 1 333    | Jason Gooch                                | 241 493 $    | Brian Wood                                   |
| 56 | No-limit Hold'em Super Turbo Bounty                               | 1 500 $       | 1 867    | Jonas Lauck                                | 260 335 $    | Robert Bickley                               |
| 57 | Tag Team no-limit Hold'em                                         | 1 000 $       | 976      | Barak Wisbrod, Daniel Dayan et Ohad Geiger | 168 395 $    | Matthew Moreno, Jerod Smith et Lawrence Chan |
| 58 | Poker Players Championship                                        | 50 000 $      | 74       | Phillip Hui                                | 1 099 311 $  | Josh Arieh                                   |
| 59 | No-limit Hold'em Deepstack Championship                           | 600 $         | 6 140    | Joe Foresman                               | 397 903 $    | Will Givens                                  |
| 60 | Pot-limit Omaha 8 or better                                       | 1 500 $       | 1 117    | Anthony Zinno                              | 279 920 $    | Rodney Burt                                  |
| 61 | Colossus                                                          | 400 $         | 13 109   | Sejin Park                                 | 451 272 $    | Georgios Kapalas                             |
| 62 | Razz                                                              | 10 000 $      | 116      | Scott Seiver                               | 301 421 $    | Andrey Zhigalov                              |
| 63 | Omaha Mix                                                         | 1 500 $       | 717      | Anatolii Zyrin                             | 199 838 $    | Yueqi Zhu                                    |
| 64 | Crazy Eights no-limit Hold'em                                     | 888 $         | 10 185   | Rick Alvarado                              | 888 888 $    | Mark Radoja                                  |
| 65 | Pot-limit Omaha hi-lo 8 or better                                 | 10 000 $      | 193      | Nick Schulman                              | 463 670 $    | Brian Hastings                               |
| 66 | Limit Hold'em                                                     | 1 500 $       | 541      | David "ODB" Baker                          | 161 139 $    | Brian Kim                                    |
| 67 | Seven-Card Stud hi-lo 8 or better                                 | 10 000 $      | 151      | Robert Campbell                            | 385 763 $    | Yueqi Zhu                                    |
| 68 | WSOP.com online no-limit Hold'em Championship                     | 1 000 $       | 1 750    | Nicholas Baris                             | 303 739 $    | Tara Cain                                    |
| 69 | Mini Main Event                                                   | 1 000 $       | 5 521    | Jérémy Saderne                             | 628 654 $    | Lula Taylor                                  |
| 70 | No-limit Hold'em 6-handed                                         | 5 000 $       | 815      | João Vieira                                | 758 011 $    | Joe Cada                                     |
| 71 | Salute to Warriors                                                | 500 $         | 1 723    | Susan Faber                                | 121 161 $    | Robin Stark                                  |
| 72 | Limit Hold'em Championship                                        | 10 000 $      | 118      | Juha Helppi                                | 306 622 $    | Mike Lancaster                               |
| 73 | Main Event                                                        | 10 000 $      | 8 569    | Hossein Ensan                              | 10 000 000 $ | Dario Sammartino                             |
| 74 | WSOP.com online no-limit Hold'em High Roller                      | 3 200 $       | 593      | George Adams                               | 411 561 $    | Nabil Mohamed Abdien                         |
| 75 | Little One for One Drop                                           | 1 111 $       | 6 248    | James Anderson                             | 690 686 $    | Fernando Pfeiffer                            |
| 76 | WSOP.com online no-limit Hold'em 6-handed                         | 800 $         | 1 560    | Shawn Buchanan                             | 223 119 $    | David "Bakes" Baker                          |
| 77 | Limit Hold'em 6-handed                                            | 3 000 $       | 193      | Tu Dao                                     | 133 189 $    | Alain Alinat                                 |
| 78 | Pot-limit Omaha Bounty                                            | 1 500 $       | 1 130    | Maximilian Klostermeier                    | 177 823 $    | David Callaghan                              |
| 79 | No-limit Hold'em                                                  | 3 000 $       | 671      | Ivan Deyra                                 | 380 090 $    | David Gonzalez                               |
| 80 | Mixed no-limit Hold'em / pot-limit Omaha                          | 1 500 $       | 1 250    | Jerry Odeen                                | 304 793 $    | Peter Linton                                 |
| 81 | 50th Annual Bracelet Winners Only no-limit Hold'em                | 1 500 $       | 185      | Shankar Pillai                             | 71 580 $     | Michael Gagliano                             |
| 82 | No-limit Hold'em Double Stack                                     | 1 500 $       | 2 589    | Tom Koral                                  | 530 164 $    | Freek Scholten                               |
| 83 | High Roller                                                       | 100 000 $     | 99       | Keith Tilston                              | 2 792 406 $  | Daniel Negreanu                              |
| 84 | The Closer                                                        | 1 500 $       | 2 800    | Abhinav Iyer                               | 565 346 $    | Sammy Lafleur                                |
| 85 | Pot-limit Omaha 6-handed                                          | 3 000 $       | 835      | Alan Sternberg                             | 448 392 $    | Evangelos Kokkalis                           |
| 86 | No-limit Hold'em 6-handed                                         | 10 000 $      | 272      | Anuj Agarwal                               | 630 747 $    | Kahle Burns                                  |
| 87 | HORSE                                                             | 3 000 $       | 301      | Denis Strebkov                             | 206 173 $    | Paul-François Tedeschi                       |
| 88 | WSOP.com online no-limit Hold'em Summer Saver                     | 500 $         | 1 859    | Taylor Paur                                | 149 241 $    | François Evard                               |
| 89 | No-limit Hold'em                                                  | 5 000 $       | 608      | Carl Shaw                                  | 606 562 $    | Tony Dunst                                   |
| 90 | Final Fifty                                                       | 50 000 $      | 123      | Danny Tang                                 | 1 608 406 $  | Sam Soverel                                  |